# 伊勢屋利兵衛
伊勢屋 利兵衛（いせや りへえ、生没年不詳）は、江戸時代末期から明治時代初期の江戸、東京の地本問屋。後期を代表する版元であった。

## 来歴
伊勢利、伊世利、錦樹堂と号す。寛政から明治時代初期にかけて江戸の下谷池之端仲町通、後に上野元黒門町七兵衛店で地本問屋を営業している。喜多川歌麿、歌川国貞、2代目歌川豊国、渓斎英泉、歌川広重、歌川国芳、肉亭夏良、葛飾北斎などの錦絵を出版している。天保中期に保永堂と合版で出版した渓斎英泉、歌川広重による横大判の錦絵揃物『木曽海道六拾九次之内』が最も著名である。

## 作品
- 喜多川歌麿 『名所腰掛八景』 大判8枚揃 錦絵 寛政8年（1796年）‐ 寛政9年（1797年）ころ
- 歌川国貞 『美人合』
- 歌川国貞『奉納提灯』
- 歌川国貞『星の（や）霜当世風俗』 大判10枚揃 錦絵 文政2年（1819年）頃
- 2代目歌川豊国 『名勝八景』 横大判10枚揃 錦絵 天保4年（1833年）‐ 天保5年（1834年）ころ
- 渓斎英泉・歌川広重 『木曽海道六拾九次之内』 横大判71枚揃 錦絵 天保中期 竹内孫八と合版
- 葛飾北斎 『浮絵 両国夕涼』
- 歌川国芳 『高祖御一代略図』 横大判10枚揃 錦絵 天保中期ころ
- 肉亭夏良 『訓童小学校教導之図』 大判3枚続 錦絵 明治7年（1874年）